# Wright Solar Fusion
Wright Solar Fusion — одноэтажный сочленённый автобус особо большой вместимости, выпускаемый производителем автобусов из Северной Ирландии Wrightbus с 2001 по 2002 год.

## История
Впервые автобус Wright Solar Fusion был представлен в 2001 году. За его основу был взят автобус Wright Solar. За всю историю производства было произведено 11 экземпляров.
От базовой одиночной модели Wright Solar автобус отличается рядным расположением двигателя, окнами и салонными сидениями. Шасси автобуса — Scania L94UA.